# Sint Catharijnekerk (Brielle)

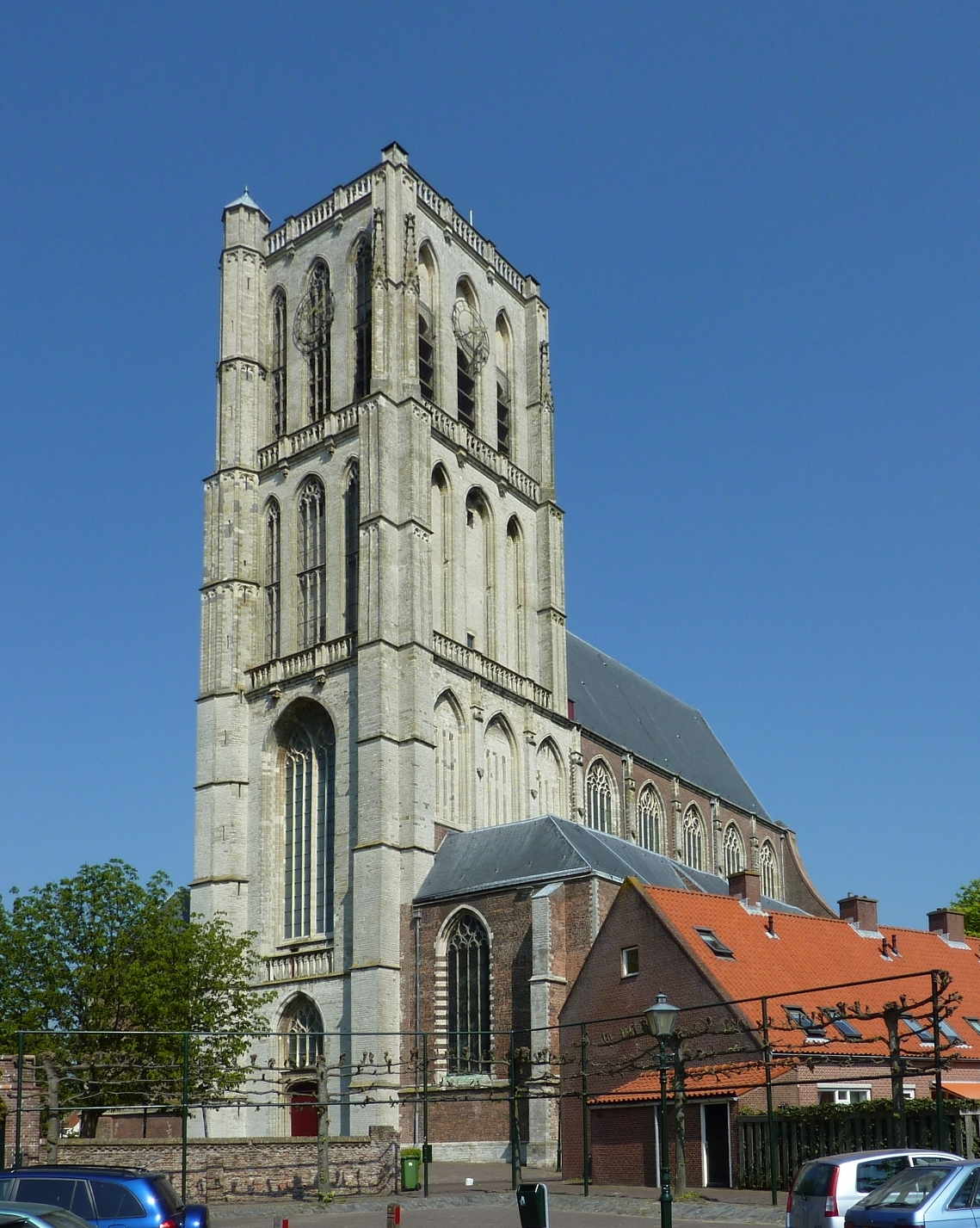
Die Grote of Sint Catharijnekerk

Die Grote of Sint Catharijnekerk (deutsch Große oder St.-Katharinen-Kirche) ist ein monumentales unvollendetes Kirchengebäude der Protestantischen Kirche in den Niederlanden in Brielle in der Gemeinde Voorne aan Zee (Provinz Südholland). Das Kirchenschiff ist ein Werk der Backsteingotik, der Turm jedoch aus Tuffstein. Das Bauwerk ist als Rijksmonument eingestuft.

## Geschichte

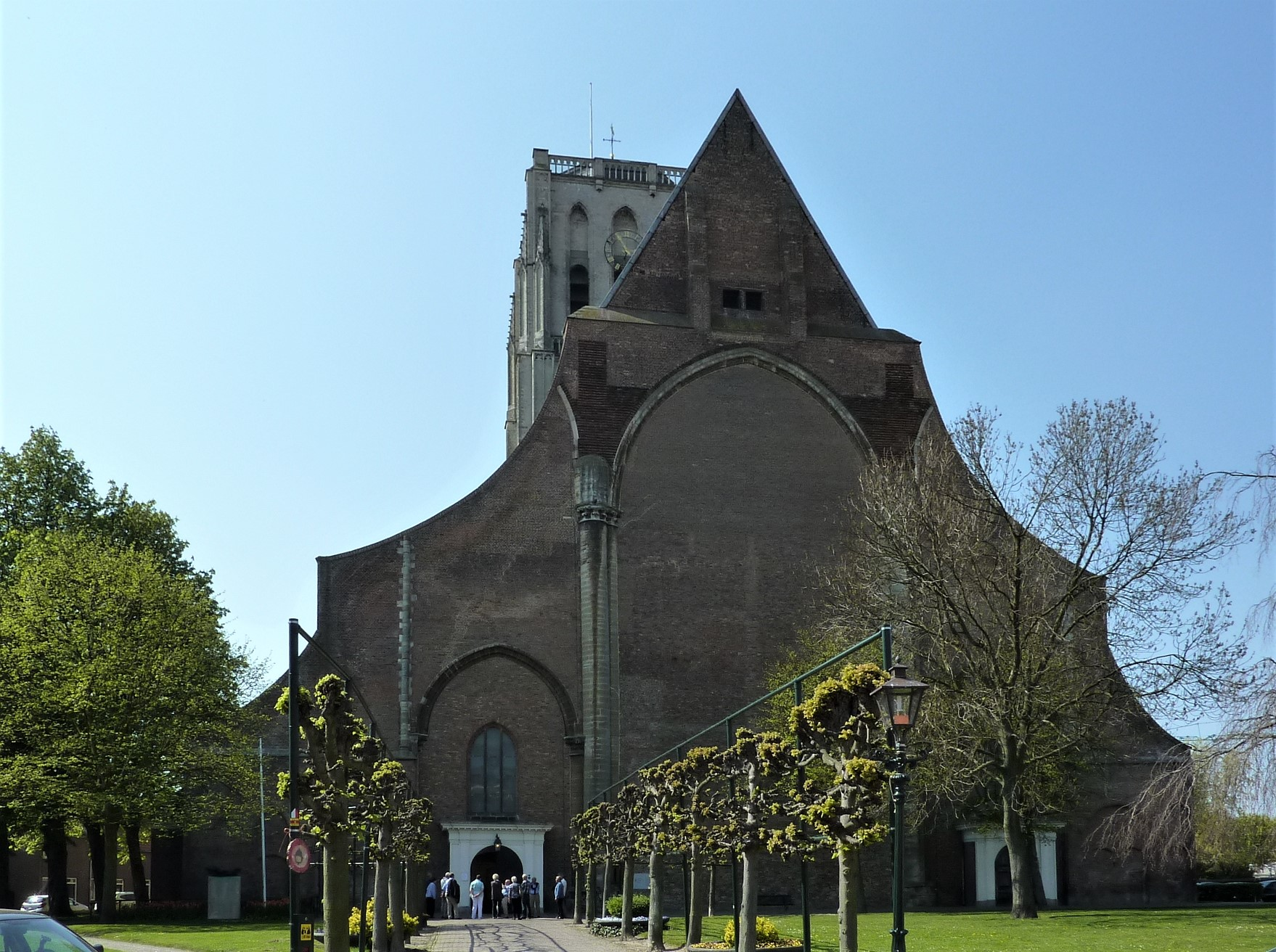
Der vermauerte Ostabschluss

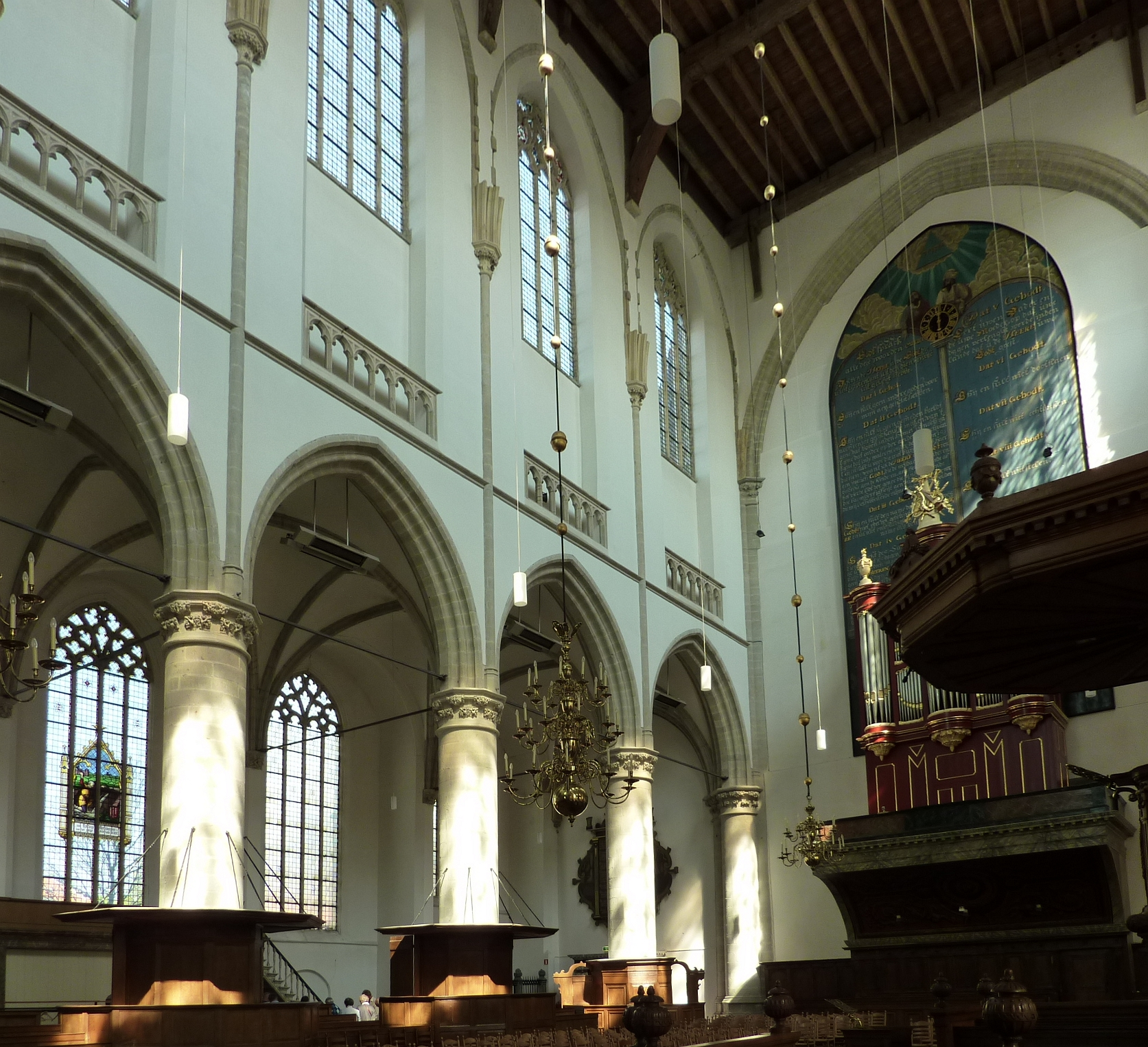
Inneres

Die erste Erwähnung der Katharinenkirche stammt aus dem Jahr 1280. Für das 13. Jahrhundert sind auch die Fundamente des Chores dieser Kirche archäologisch nachgewiesen. Mit dem Bau einer großen neuen Kirche im Stil der Brabanter Gotik wurde 1417 begonnen. 1456 stürzte während der noch laufenden Baumaßnahmen der Turm infolge eines Brandes ein. Zwischen 1462 und 1482 erhielten Langhaus und Turm ihre heutige Gestalt. Aufgrund Geldmangels wurde 1482 der Bau an der Kirche eingestellt und nicht wieder aufgenommen. Die Fundamente für das Querhaus waren bereits gelegt und sind auch archäologisch östlich des heutigen provisorisch wirkenden Abschlusses nachgewiesen. Das Gotteshaus schließt heute im Osten an den vollendeten beiden Vierungspfeilern mit einer schlichten Wand. Vorarbeiten für die Einwölbung wie die Anlage von Dienstbündeln sind ausgeführt worden, die Kirche hat bis auf die Seitenschiffe jedoch kein Gewölbe erhalten.
Im Zuge der Einführung der Reformation kam es an der Kirche 1572 zu einem Bildersturm durch die Geusen. Die Katharinenkirche gehört zur  2004 geschaffenen Protestantse Kerk in Nederland.

## Orgel

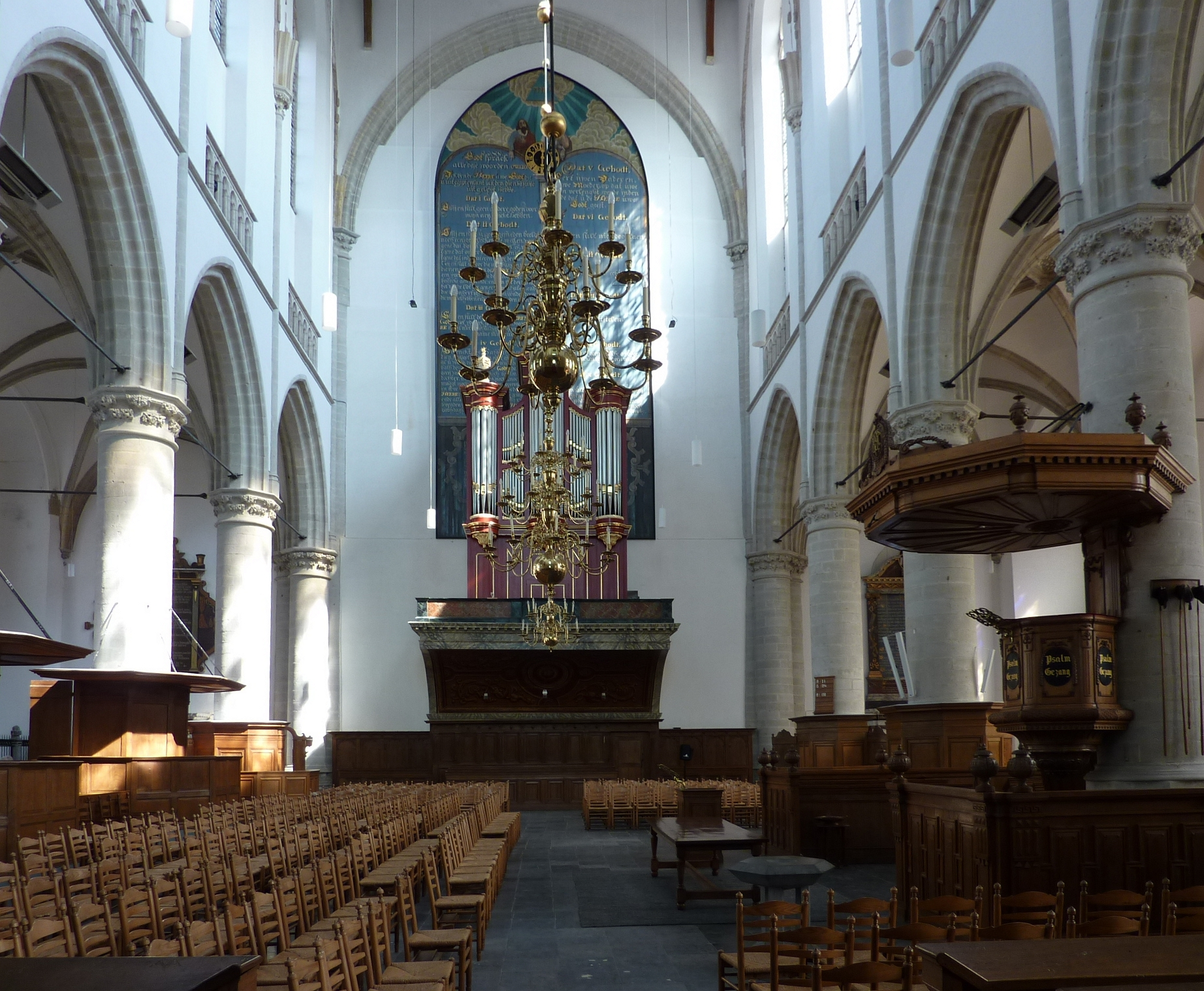
Die Orgel vor der vermauerten Vierung

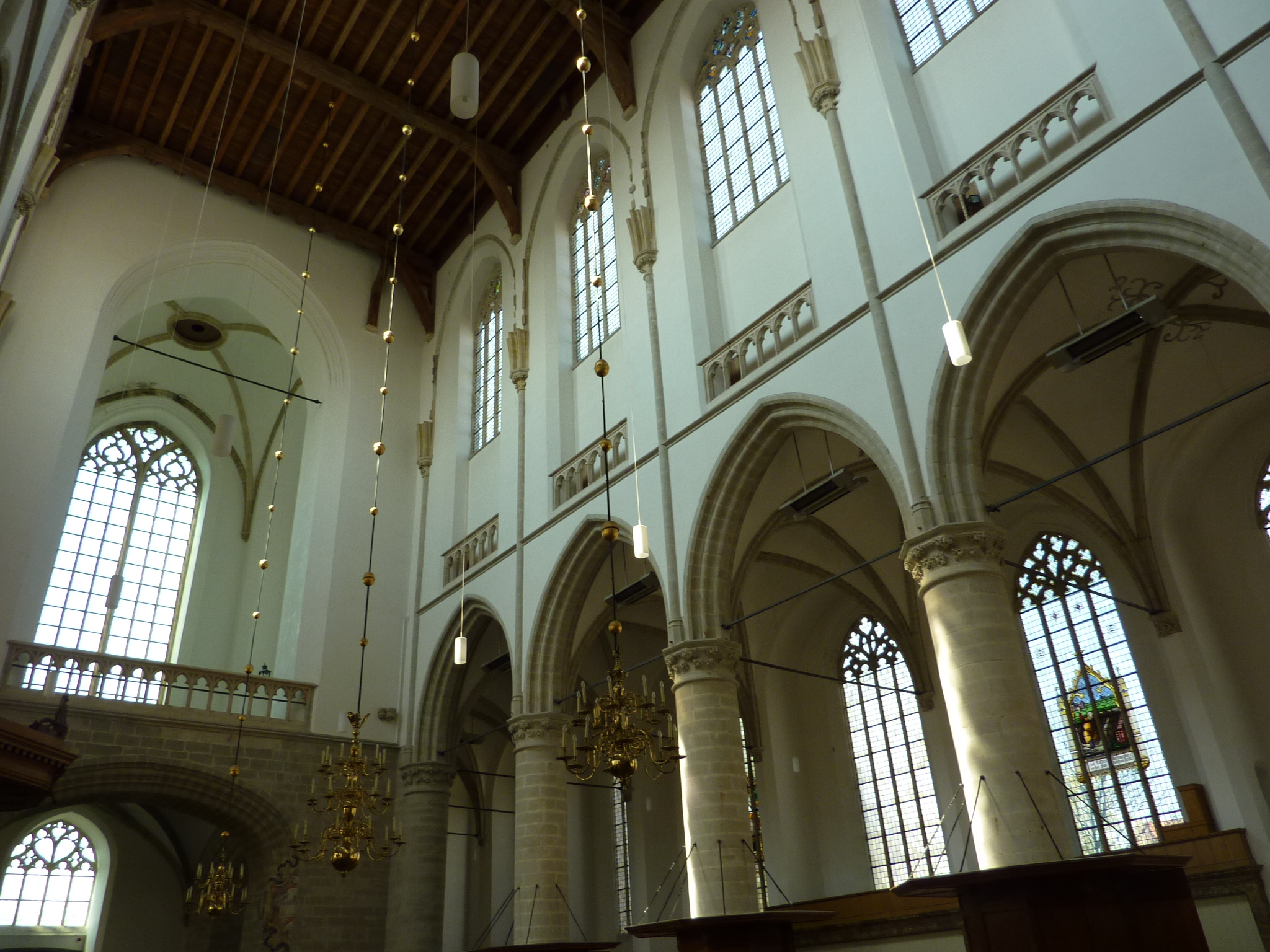
Blick durch das Langhaus zum Turm mit Dienstbündeln für das Gewölbe

Die Orgel wurde 1854 durch den Orgelbauer Kam erbaut, wobei Pfeifenmaterial aus Orgeln aus den Jahren 1582 und 1677 wiederverwendet wurde. Das Instrument hat 21 Register auf zwei Manualen und Pedal.
| I Hauptwerk C–f3 |                |     |
| 1.               | Bordun         | 16′ |
| 2.               | Praestant      | 8′  |
| 3.               | Rohrflöte      | 8′  |
| 4.               | Octav          | 4′  |
| 5.               | Rohrflöte      | 4′  |
| 6.               | Quint          | 3′  |
| 7.               | Octav          | 2′  |
| 8.               | Cornet V       |     |
| 9.               | Mixtuur III-IV |     |
| 10.              | Trompete       | 8′  |

| II Oberwerk C–f3 |                |    |
| 11.              | Hohlflöte      | 8′ |
| 12.              | Bahrpfeife     | 8′ |
| 13.              | Viola di Gamba | 8′ |
| 14.              | Praestant      | 4′ |
| 15.              | Offenflöte     | 4′ |
| 16.              | Gemshorn       | 2′ |
| 17.              | Eoline         | 8′ |
|                  | Tremulant      |    |

| Pedal C–d1 |          |     |
| 18.        | Subbas   | 16′ |
| 19.        | Octav    | 8′  |
| 20.        | Posaune  | 16′ |
| 21.        | Trompete | 8′  |

- Koppeln II/I, I/P, II/P